# Amphipyrinae
Amphipyrinae es una subfamilia de las mariposas noctuidas. Contiene las siguientes tribus: Amphipyrini, Psaphidini, Stiriini. Según otros taxónomos solo el género Amphipyra pertenece a esta subfamilia. Los otros han sido trasladados a Hadeninae por Kitching & Rawlings en 1999